# داء النوسجات الجلدي الأولي
داء النوسجات الرئوي الأولي (بالإنجليزية: Primary cutaneous histoplasmosis)‏ وهو مرض جلدي نادر وأحد أنواع داء النوسجات. سجل حدوثه على القضيب، ويمتاز بقرحة صلبة وتضخم العقد اللمفية في المنطقة المصابة.:316